# クリスタル・バーナード

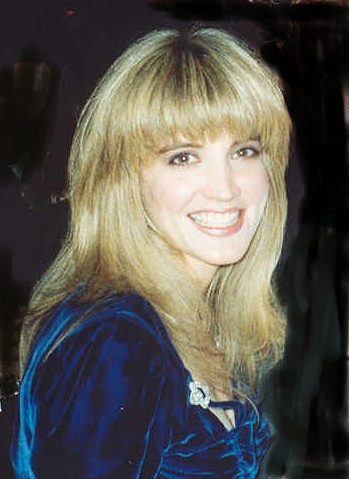
クリスタル・バーナード

クリスタル・バーナード（Crystal Bernard 、1961年9月30日 - ）は、テキサス州ガーランド生まれの米国の女優、歌手。

## 人物
彼女のエンターテイナーとしてのスタートは、姉のロビン・バーナードと一緒にゴスペルを歌うという形で始まった。
歌には、反進化論の『サルの歌』(Monkey Song) (「私はサルの親族ではない / サルは私の親族ではない / サルの先祖についてはあまり知らないが、私の先祖は樹からぶら下がったりしていない。」)("I'm no kin to the monkey / the monkey's no kin to me / I don't know much about his ancestors but mine didn't swing from a tree") 、『世界教会運動』 (The Ecumenical Movement) ("私達は世界教会運動についてのたくさんの話を聞く / 我々は一つになり、全員が一つの大きな家族であるべきだという / カトリック教徒、プロテスタント、ユダヤ教徒/ 仏教徒、イスラム教徒、ヒンドゥー教徒 / 彼らは悪魔もその中に入れたがっているのではないだろうか」)(We hear a lot of talk about the ecumenical movement / they say that we should get together and all be one big family / Catholic, Protestant and Jew/ Buddhist, Muslim and Hindu / I guess they want the devil too")がある。
成人してからも、宗教的な歌を含むアルバムを発表し続けている。
テキサス州ヒューストンで成長しながら、最初はアレー・シアター(Alley Theater)で演技の才能を磨いた。その後、ベイラー大学で演技と国際関係論を学んだ。  
プライムタイムでのデビューは、シチュエーション・コメディ『ハッピー・デイズ』(Happy Days)でのK・C・カニンガム役。そして、最初にスターの座を射止めたのは、シチュエーション・コメディ 『レストランは大騒ぎ!』(It's a Living)でのウエイトレス、エイミー・トンプキンス役であった。しかし、最もよく知られている役柄は、シチュエーション・コメディ『ウイングス』での強い意志を持った空港のランチカウンターの経営者、ヘレン・チャペル・ハケットで、この番組の放送期間(1990年-1997年)中ずっとこの役柄を演じた。最もよく知られている映画出演は、『マッドロック・キラー』(Slumber Party Massacre 2)でのコートニー・ベイツ役である。
シャギーヘアースタイルで知られており、これまで様々な役柄を演じたことがあるが、そのヘアスタイルで通している。
『ウイングス』における人気の絶頂期は、ジムのチェーン、Q:ザ・スポーツ・クラブ(Q: The Sports Club)のスポークスマンで、米国中の広告で彼女が見かけられた。
女優に加え、歌手/作詞家として音楽のキャリアを積んでいる。ピーター・セテラとデュエットしたヒット曲、フォーエヴァー・トゥナイト("Forever Tonight")を歌ったことで最も知られている。
アルバムには、『ザ・ガール・ネクスト・ドア』(The Girl Next Door) (1996)、『ドント・タッチ・ミー・ゼア』(Don't Touch Me There) (1999)がある。後者には、父と一緒にレコーディングしたゴスペル曲が1曲とカントリー・ミュージック歌手ビリー・ディーン(Billy Dean)と一緒に歌った曲が含まれている。
『ウイングス』の終了後、何度か舞台に立ってきた。
2001年、『アニーよ銃をとれ』(Annie Get Your Gun)のブロードウェイリバイバルでアニー・オークレーを演じたほか、1999年のロサンゼルスのプロダクションの『ロンリー・ハート』(Crimes of the Heart)に出演、2005年、カリフォルニア州バーバンクのファルコン・シアター(Falcon Theatre)の『バーバラの結婚式』(Barbra's Wedding)でモーリーを演じた。
最近、『パラダイスへようこそ』(Welcome to Paradise)という宗教的な家族向け映画作品を撮り終えた。
カリフォルニア州のビバリーヒルズに住んでいる。